# Гадди, Гаддо
Гаддо Гадди, Гаддо ди Дзаноби (итал. Gaddo Gaddi, Gaddo di Zаnobi ; ок. 1240 — Флоренция, 1312) — живописец и мозаичист итальянского проторенессанса флорентийской школы. Ученик и последователь Джотто ди Бондоне, родоначальник семьи художников Гадди. Отец живописца Таддео Гадди.

## Биография
Гаддо ди Дзаноби (Джорджо Вазари в своих «Жизнеописаниях» назвал его Гаддо Гадди) был родоначальником влиятельной семьи художников флорентийского треченто (XIV века), о чём свидетельствует тройной портрет, хранящийся в галерее Уффици, где его фигура представлена в центре с надписью «Гаддус Зенобии» (Gaddus Zenobii), рядом со своим сыном Таддео и племянником Аньоло, которым приписывается картина (вероятнее, это работа Доменико ди Микелино). Точные даты его рождения и смерти неизвестны. Документально подтверждённых работ нет; единственной достоверной информацией является его регистрация, сразу вслед за Джотто, в «Гильдии медиков и аптекарей» (Arte dei Medici e Speziali), в которую в начале XIV века принимали живописцев.
Джорджо Вазари приписал этому художнику фантастическую биографию, бо́льшая часть которой не имеет документального подтверждения. Согласно Вазари Гаддо Гадди работал во Флоренции, Риме, Ареццо, и Пизе, однако не сохранилось ни одной подписанной либо просто достоверной его работы. Имя Гаддо Гадди фигурирует в нескольких архивных документах с 1312 по 1333 годы.
Традиция, идущая от Вазари, приписывает Гадди некоторые части мозаики с изображением пророков на своде баптистерия Сан-Джованни во Флоренции в сотрудничестве с его коллегой Андреа Тафи; мозаику «Коронование Девы с музицирующими ангелами» в люнете центрального портала контрфасада собора Санта-Мария-дель-Фьоре во Флоренции (это единственная работа, которая не вызывает серьёзных возражений). Остальные произведения, которые приписываются Гадди по тем или иным соображениям, бесспорными не являются. Некоторые исследователи (в частности, Анджело Тартуфери) приписывают Гадди бо́льшую часть мозаик флорентийского Баптистерия со сценами из жизни Христа — «Избиение младенцев», «Танец Саломеи», «Иоанн Креститель в тюрьме», «Исцеление параличного» и «Арест Христа». Тартуфери также приписывает Гаддо Гадди икону из церкви Сан-Ремиджо «Мадонна с Младенцем на троне и двое святых».
В 1308 году в Риме Гаддо Гадди, вероятно, завершал некоторые мозаики в базилике Сан-Джованни-ин-Латерано, оставленные незаконченными Якопо Торрити, и другие мозаики в сoборе Святого Петра в Ватикане, в которых он смягчил «греческую манеру» (maniera greca), заимствованную у Чимабуэ; в Ареццо в старом соборе, возможно, работал над мозаиками в Капелле Тарлати (позднее обрушившейся); снова в Пизе в капелле собора «Санта-Мария-Ассунта» (итал. Duomo di Santa Maria Assunta); и, наконец, писал фрески в церкви Санта-Мария-Новелла.
По мнению современных специалистов, творчество Гадди занимает промежуточное положение между творчеством Чимабуэ и Джотто, поскольку в его работах ощущается византийское наследие, пропущенное через творчество Чимабуэ, и интерес к материальной форме, характерный для Джотто. Некоторые исследователи ассоциируют имя Гаддо Гадди с работами безвестного Мастера Святой Цецилии.
Сын Гаддо — Таддео Гадди, а также его внук Аньоло стали известными флорентийскими художниками.

## Галерея

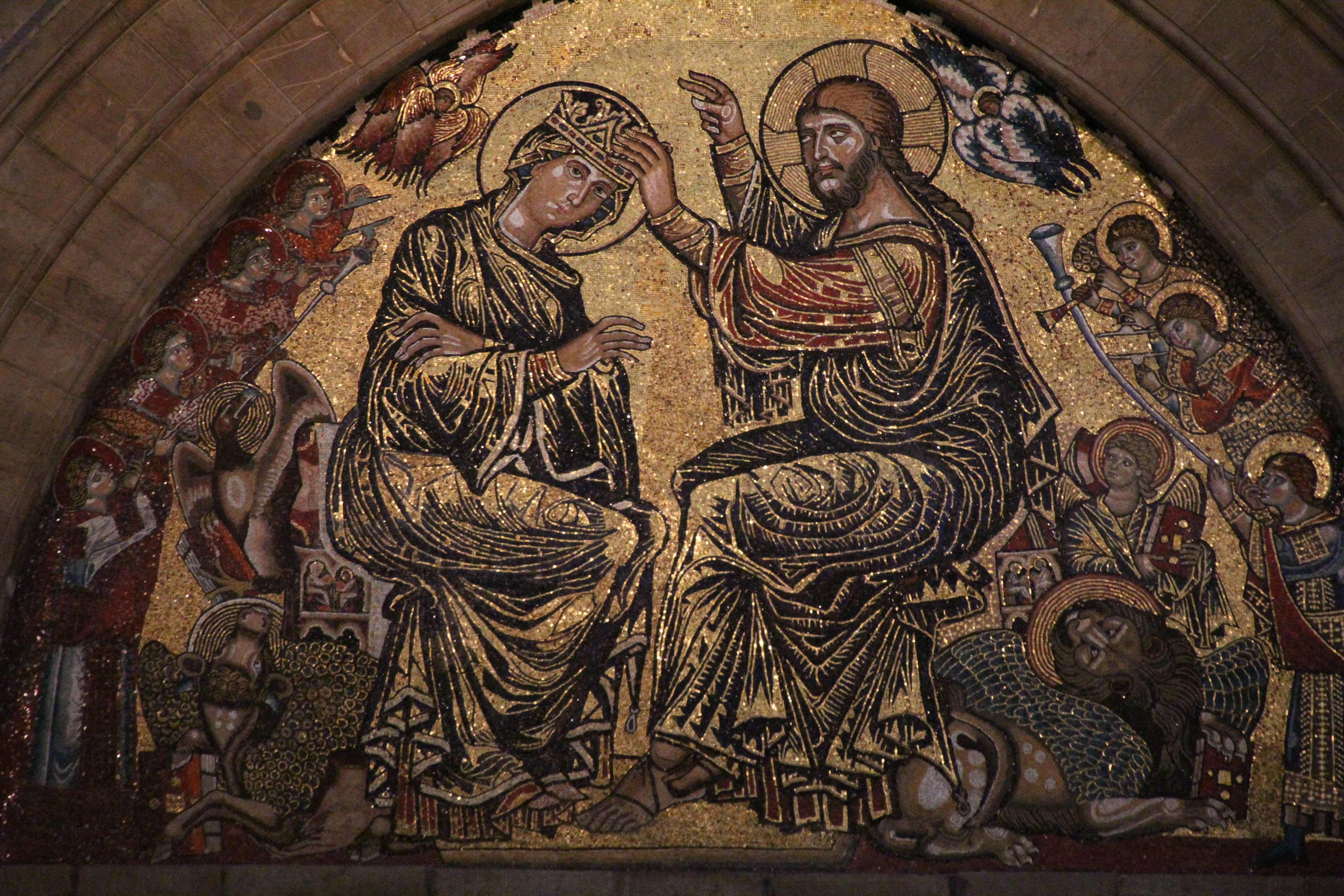
Коронование Девы с музицирующими ангелами. Мозаика люнета центрального портала контрфасада собора Санта-Мария-дель-Фьоре, Флоренция
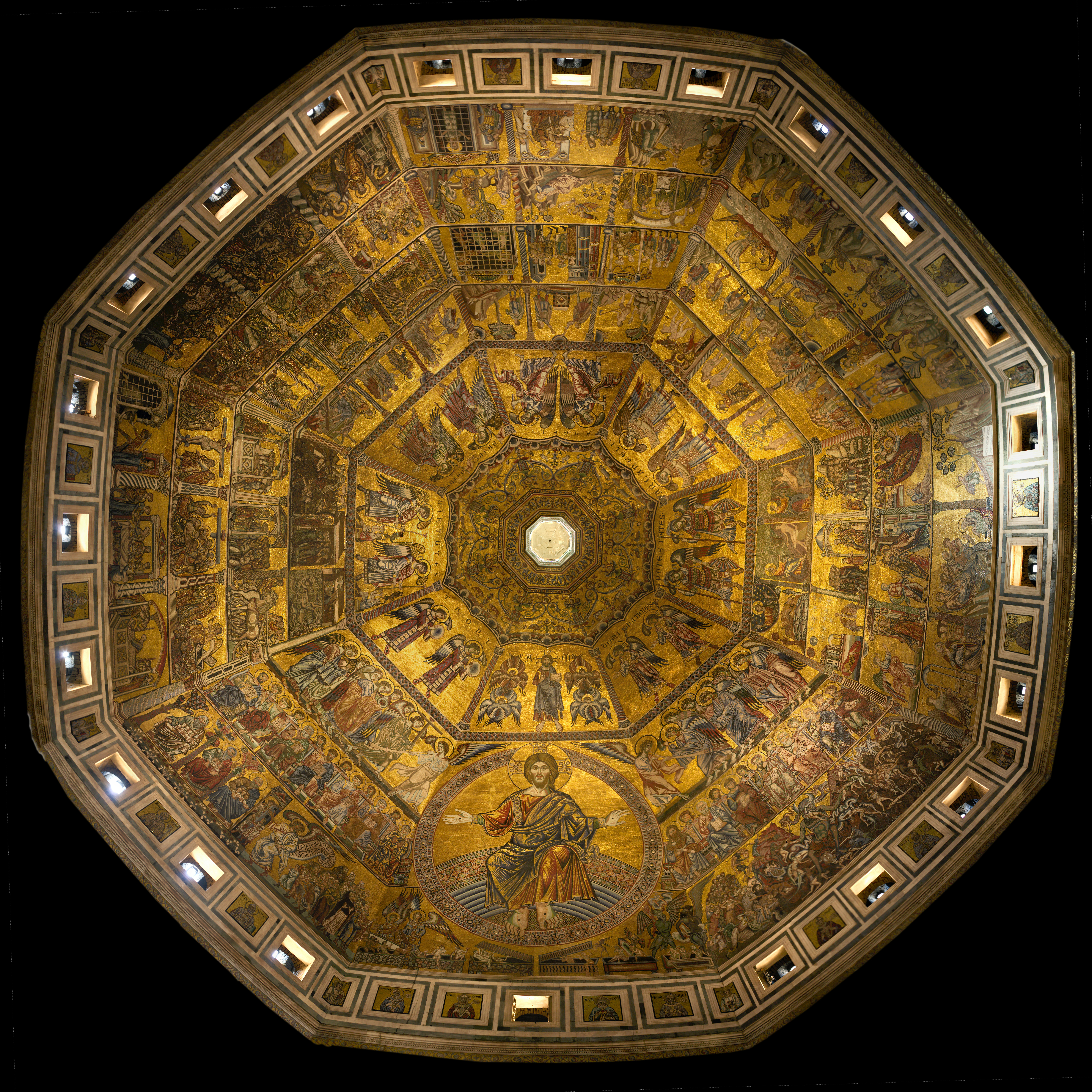
Флорентийский баптистерий. Мозаики свода. Общий вид. 1250—1330
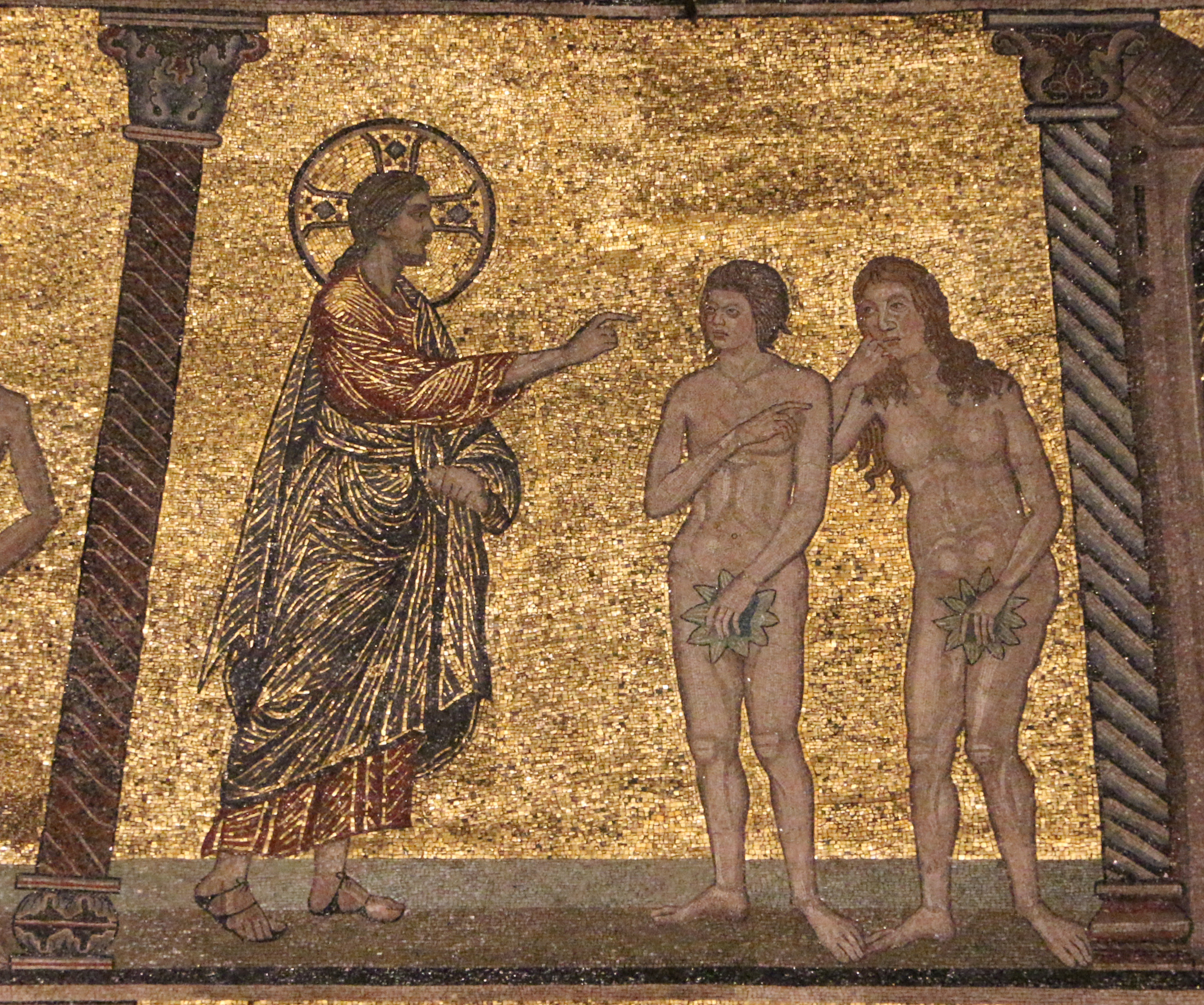
Происхождение мира. Деталь мозаик купола Баптистерия во Флоренции. 1250—1330
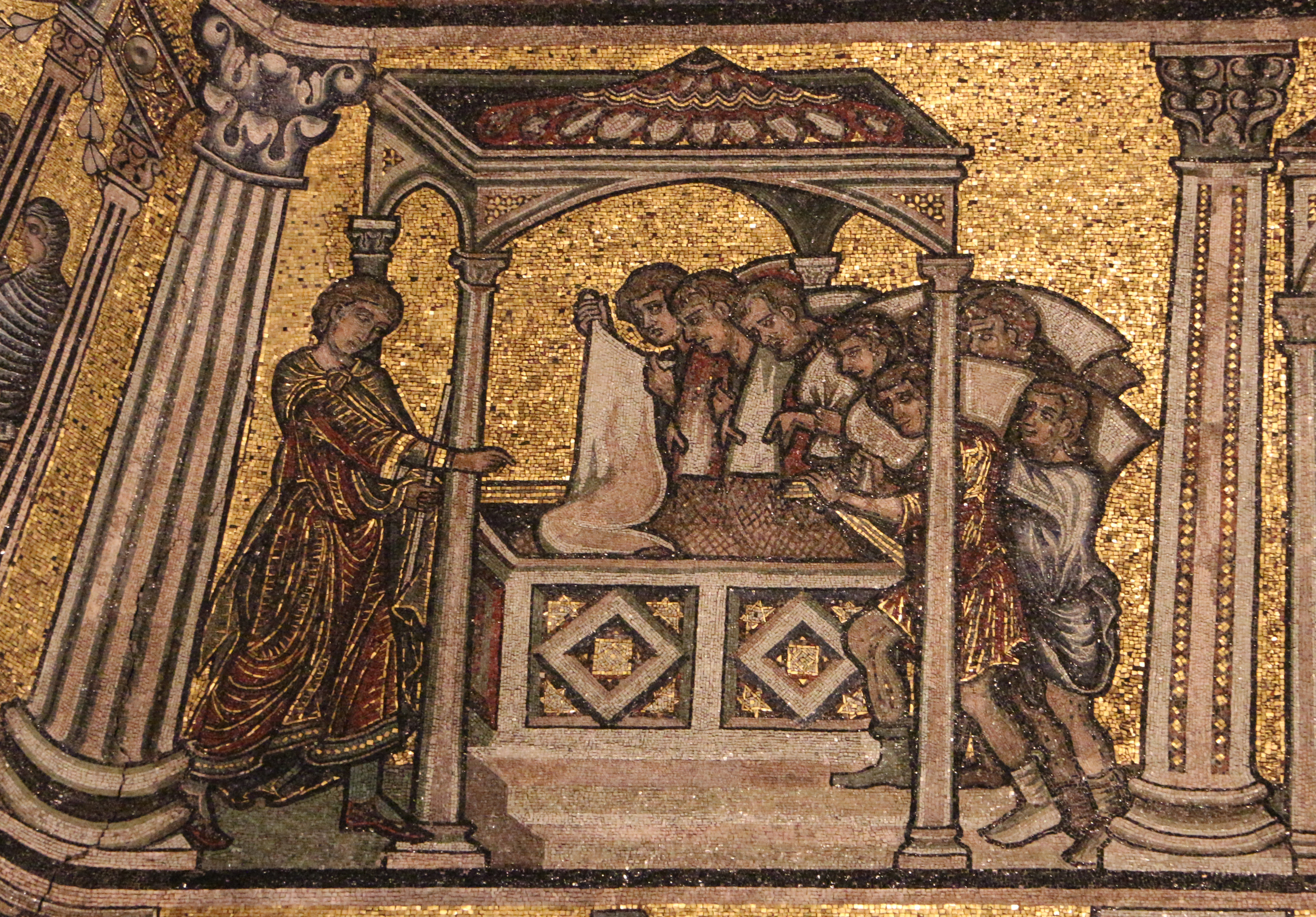
История Иосифа. Деталь мозаик купола Баптистерия во Флоренции. 1250—1330
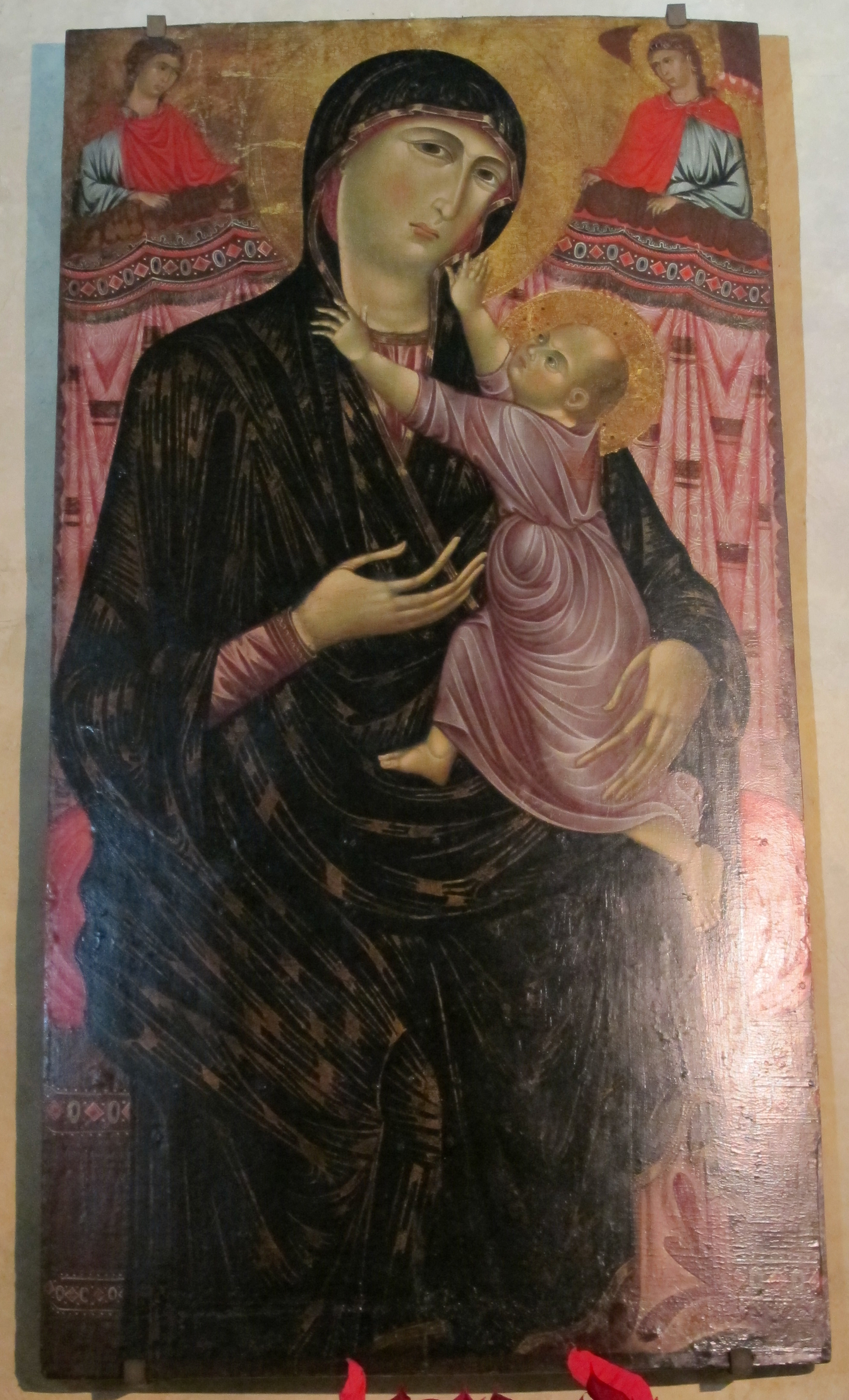
Мадонна с Младенцем на троне и двое святых. 1310—1320. Дерево, темпера. Церковь Сан- Ремиджо, Флоренция